# Détournement de fonds
 (septembre 2019).
Le détournement de fonds est l'appropriation frauduleuse de biens par une personne pour son propre intérêt à qui l'on avait fait confiance pour gérer l'argent et les fonds détenus par un autre individu ou par une organisation tierce.

## Droit par pays

### Canada

#### Droit pénal
Il n'existe pas d'infraction spécifiquement nommée « détournement de fonds » dans le Code criminel. Par contre, l'infraction d'abus de confiance criminel (art. 336 C.cr.) est applicable aux situations factuelles d'appropriation de fonds d'une personne de confiance.

« Abus de confiance criminel
336 Est coupable d’un acte criminel et passible d’un emprisonnement maximal de quatorze ans quiconque, étant fiduciaire d’une chose quelconque à l’usage ou pour le bénéfice, en totalité ou en partie, d’une autre personne, ou pour un objet public ou de charité, avec l’intention de frauder et en violation de sa fiducie, détourne cette chose, en totalité ou en partie, à un usage non autorisé par la fiducie. »

L'infraction de fraude (art. 380 C.cr.) peut aussi être utilisée en cas de détournement de fonds car elle vise « Quiconque, par supercherie, mensonge ou autre moyen dolosif, constituant ou non un faux semblant au sens de la présente loi, frustre le public ou toute personne, déterminée ou non, de quelque bien, service, argent ou valeur ».
Lorsque le détournement de fonds résulte de la corruption de personnes liées à l'État au moyen de pots-de-vin, plusieurs infractions peuvent trouver application, notamment la corruption de fonctionnaires (art. 120 C.cr.), les fraudes envers le gouvernement (art. 121 C.cr.), l'abus de confiance par un fonctionnaire public (art. 122 C.cr.), les actes de corruption dans les affaires municipales (art. 123 (1) C.cr.  ou l'infraction d'influencer un fonctionnaire municipal (art. 123 (2) C.cr.).

#### Droit des professionnels
En outre, en droit des professionnels, les professionnels qui doivent gérer des sommes d'argent versées par leurs clients (par ex. les avocats, les notaires et les comptables agréés) sont tenus de respecter les règles relatives aux comptes en fidéicommis. En cas de non-respect de ces règles, le professionnel qui commet un détournement de fonds peut être radié de son ordre professionnel.

### France
Les fonds peuvent être des fonds sociaux ou des fonds publics. Les qualifications pénales d'abus de biens sociaux et d'abus de confiance sont voisines. L'abus de confiance couvre tous les agissements de détournement de fonds ou d'objet qui ont été confiés à une personne de confiance. L'abus de biens sociaux désigne spécifiquement les détournements de fonds opérés par les dirigeants de sociétés commerciales (SA, SARL, SAS).
Certaines associations sont spécialisées dans la traque de ce type d'infractions, notamment Transparency International.

#### Application restrictive
En France l'article 432-15 du code pénal vise les personnes dépositaires de l'autorité publique ou chargées d'un service public. Cette notion englobe le facteur des Postes et les actes des notaires même sous seing privé.
Le détournement de fonds entre personnes hors de tout service public n'est pas répréhensible pénalement sous cette qualification, il conviendra de lui préférer la qualification d'abus de confiance[réf. nécessaire].

#### Exemples notables
- En France :
  - Jacques Chirac est reconnu coupable de détournement de fonds le 15 décembre 2011 dans l'affaire des emplois fictifs de la mairie de Paris ;
  - Jacques Crozemarie et le détournement de fonds de l'Association pour la recherche sur le cancer ;
  - Christine Lagarde et l'affaire Tapie ;
  - Affaire Fillon : François Fillon mis en examen pour emplois fictifs, détournement de fonds publics et abus de biens sociaux.
  - Laurent Wauquiez : mis en cause pour détournement de fonds à la tête de la région Auvergne-Rhône-Alpes[10], ainsi que son successeur Fabrice Pannekoucke[11]